# Castiarina bremei
Castiarina bremei es una especie de escarabajo del género Castiarina, familia Buprestidae. Fue descrita científicamente por Hope en 1843.